# John Langdon-Davies

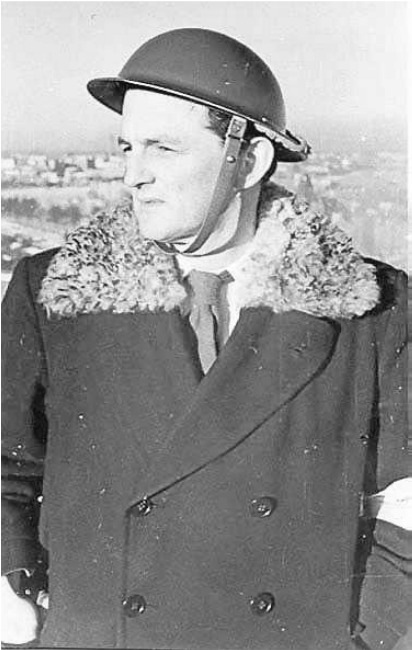
John Langdon-Davies

John Langdon-Davies (Eshowe, KwaZoeloe-Natal, 18 maart 1897 - 1971) was een Zuid-Afrikaans-Brits non-fictie-auteur, journalist en oorlogscorrespondent. Hij versloeg en schreef over onder meer de Spaanse Burgeroorlog en de Winteroorlog. Langdon-Davies was daarnaast een van de oprichters van Plan International. Hij studeerde aan de Universiteit van Oxford maar kon zijn studie niet afmaken.
Hij trouwde met Constance Scott, die geschiedenis studeerde aan Somerville College (Oxford), in 1918.